# Saint-Porchaire
Saint-Porchaire település Franciaországban, Charente-Maritime megyében. Lakosainak száma 1988 fő (2022. január 1.). Saint-Porchaire Les Essards, Geay, Plassay, Romegoux és Saint-Sulpice-d’Arnoult községekkel határos.

## Népesség
A település népessége az elmúlt években az alábbi módon változott:
| Lakosok száma | 1087 | 1221 | 1289 | 1543 | 1766 | 1849 | 1862 | 1896 | 1920 | 1988 |
|               | 1968 | 1982 | 1990 | 2006 | 2013 | 2015 | 2017 | 2019 | 2020 | 2022 |